# Paul Rosenius

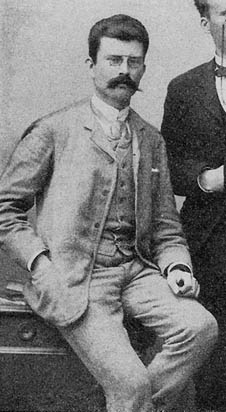
Paul Rosenius

Johan Anders Martin Paul Rosenius (* 12. März 1865 in Göteborg, Schweden; † 5. Juli 1957 in Malmö) war ein schwedischer Arzt, Ornithologe, Tierfotograf und Schriftsteller.

## Leben
Paul Rosenius war der Sohn des Theologen Martin Rosenius (1825–1901) und der Neffe des Predigers Carl Olof Rosenius (1816–1868). 1887 erlangte er seinen Bachelor of Arts an der Universität Lund und 1895 seine Ärztezulassung in Malmö. Während seiner Studienzeit war er Mitglied der Studentenvereinigungen De unga gubbarna („Die jungen Herren“) und Tuakotteriet, in denen der Sozialist Bengt Lidforss (1868–1913) eine wichtige Rolle spielte. Diesen Abschnitt seines Lebens schilderte Rosenius in den Büchern De unga gubbarne (1909) und Mitt gamla Lund och andra minnen (1952). Rosenius veröffentlichte mehrere Reise- und Naturschilderungen.
Daneben hatte er ein großes Interesse an der Vogelbeobachtung. Er gilt als einer der Pioniere der Vogelfotografie in Schweden, dessen zwischen 1913 und 1949 erschienene, aus 255 Ausgaben bestehende Heftreihe Sveriges fåglar och fågelbon („Schwedens Vögel und Nester“), große Bekanntheit erlangte. Weiter engagierte sich Rosenius in Anliegen des Naturschutzes und berichtete darüber in Zeitungsartikeln.

## Werke (Auswahl)
- 1897 – Naturstycken
- 1903 – Under skilda himmelsstreck
- 1909 – De unga gubbarne
- 1912 – Min jakt med kameran
- 1926 – Måkläppen
- 1952 – Mitt gamla Lund och andra minnen (Autobiografie)